# Río Marías
El río Marias (del inglés: Marias River) es un afluente del río Misuri de aproximadamente 338 km de longitud. Discurre por el estado de Montana, en Estados Unidos. El río nace por la confluencia del arroyo Cut Bank y el río Two Medicine, en el condado de Glacier, en la Reserva India de los Blackfeet, al noroeste del estado. El río discurre hacia el Este, a través del lago Elwell y, más tarde, hacia el Sureste, donde recibe las aguas del río Tetón. El río atraviesa el parque nacional de los Glaciares. 

## Historia
La expedición de Lewis y Clark fue la primera en explorar el río en 1805, creyendo que era el brazo principal del río Misuri hasta que se descubrieron las grandes cataratas del Misuri. El primer nombre que recibió el río fue puesto por Meriwether Lewis en honor a una de sus primas, María Wood. 
El río fue en 1870 el escenario de la Masacre del Marias o Masacre, una poco conocida masacre de indios pies negros por tropas estadounidenses que tuvo lugar durante las Guerras Indias.
- Datos: Q595366
- Multimedia: Marias River (Montana) / Q595366